# سلطان‌نشین زنگبار
سلطان‌نشین زنگبار (به سواحیلی:Usultani wa Zanzibar، به عربی: سلطنة زنجبار)، یک سلطان‌نشین در قاره آفریقا بود.

## تاریخچه
طبق اکتشافات کاشف قرن شانزدهم لئو آفریکانوس، ساکنان بومی زنگبار اکثراً موهای فرفری و صورت سیاه داشتند. با این حال بیشتر ساکنان شمال زنگبار که مسلمان بودند، صورتی متمایل به سفید داشتند.

## جمعیت‌شناسی
تا سال ۱۹۶۴ این کشور دارای یک سلطنت قانون اساسی تحت حکومت سلطان جمشید بن عبدالله بود، زنگبار دارای حدود ۲۳۰٬۰۰۰ جمعیت بومی بود که برخی از آنان ادعای نسبیت فارسی داشتند و با نام شیرازی شناخته می‌شدند. همچنین ۵۰٬۰۰۰ عرب و ۲۰٬۰۰۰ نفر از آسیای جنوبی بودند. گروه‌های قومی دورگه ای نیز در این میان وجود داشتند. با این حال ساکنان عرب زنگبار که عمدتاً صاحب جزیره بودند از ثروتمندان بودند. احزاب سیاسی نیز به‌طور عمده در امتداد قومیت قرار داشتند.

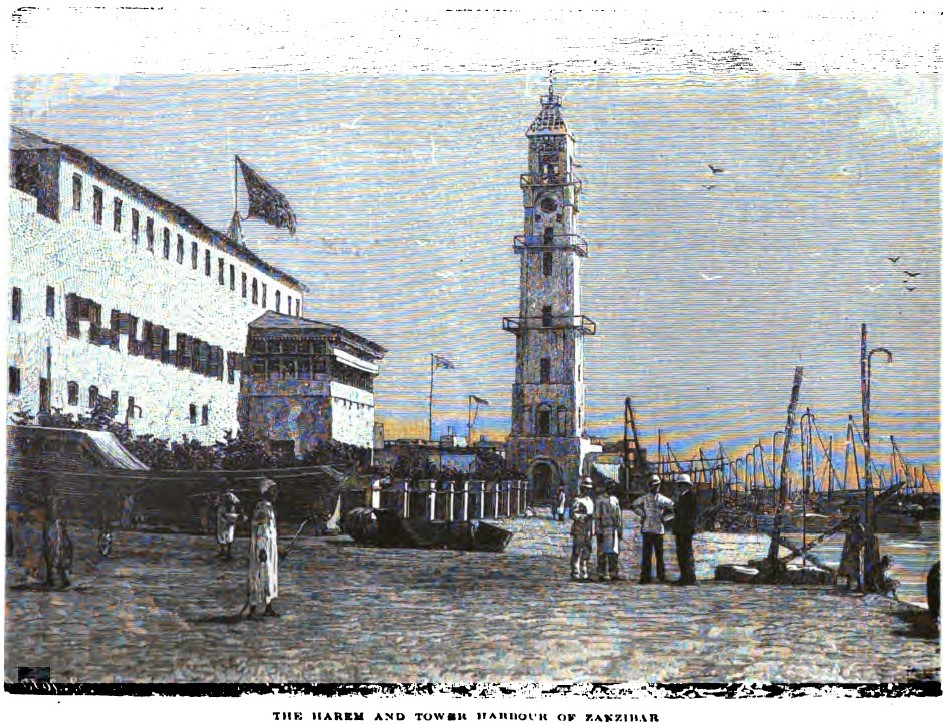
هارم و برج بندر زنگبار، انجمن مأموریت لندن

## منابع

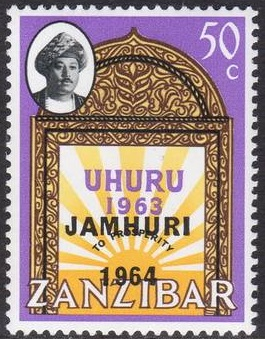
تمبر مستقل جمهوری

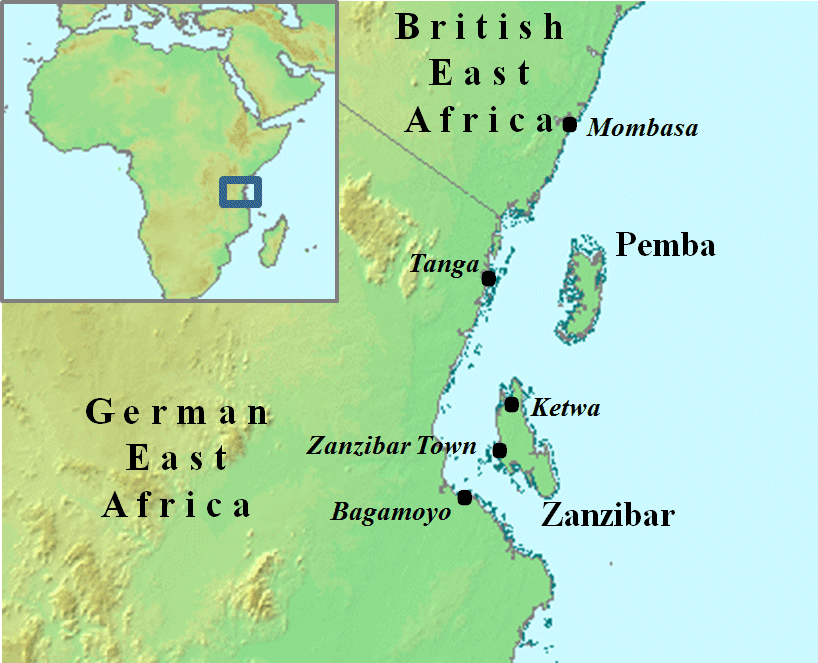
جزیرهٔ یونگویا و سرزمین اصلی آفریقا